# Seersucker
Le seersucker est un tissu gaufré en coton d'origine indienne.

## Description
Le seersucker consiste en une alternance de lignes bleues lisses et de lignes blanches gaufrées, obtenues en exerçant des tensions différentes sur le métier à tisser. Cette matière est surtout utilisée pour confectionner des vestes dont l'étoffe favorise la perte de chaleur et la circulation de l'air.
Étymologiquement, le mot vient du persan « shir o shekar », traduit par « de lait et de sucre », faisant la référence à une probable ressemblance avec ces aliments, dont l'un est lisse et l'autre grossier.

## Historique
Originaire d'Inde, il ornait des vêtements de cérémonie faits de soie ondulée, d'or et d'argent. Introduit en Europe vers 1750, il devient très en vogue à la cour du roi de France Louis XV.
Les Anglais le remettent au goût du jour au XXe siècle, l'utilisant pour concevoir des vêtements de régate ou de bord de mer. Par la suite, il devient une pièce vestimentaire incontournable dans le sud des États-Unis, où il est encore célébré aujourd'hui lors du « Seersucker Thursday », le deuxième ou troisième jeudi de juin, lorsque les sénateurs du sud se rendent en séance vêtus de tenues en cette matière.

## Galerie

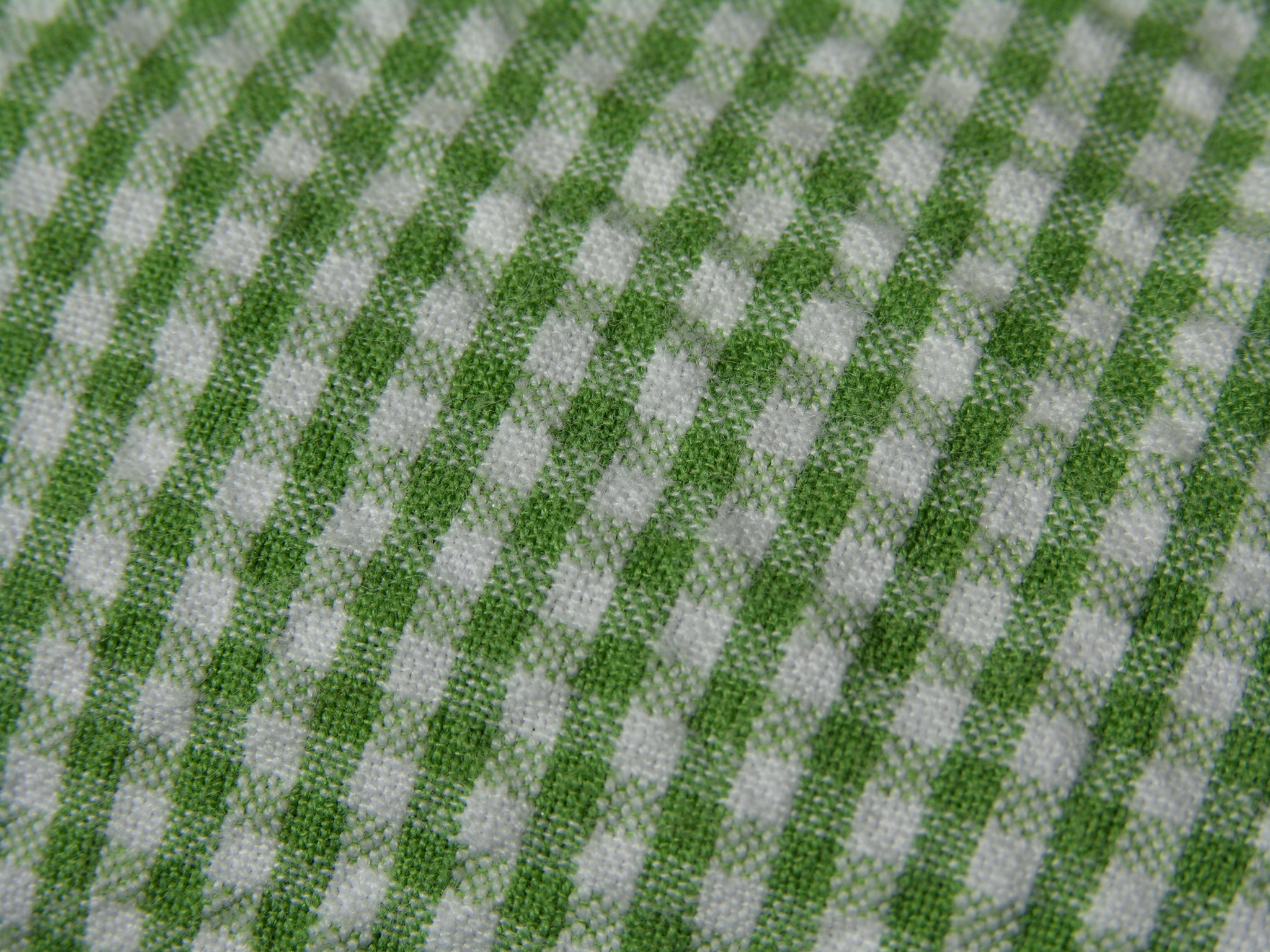
Gros plan sur du seersucker (gingham), montrant les vagues.
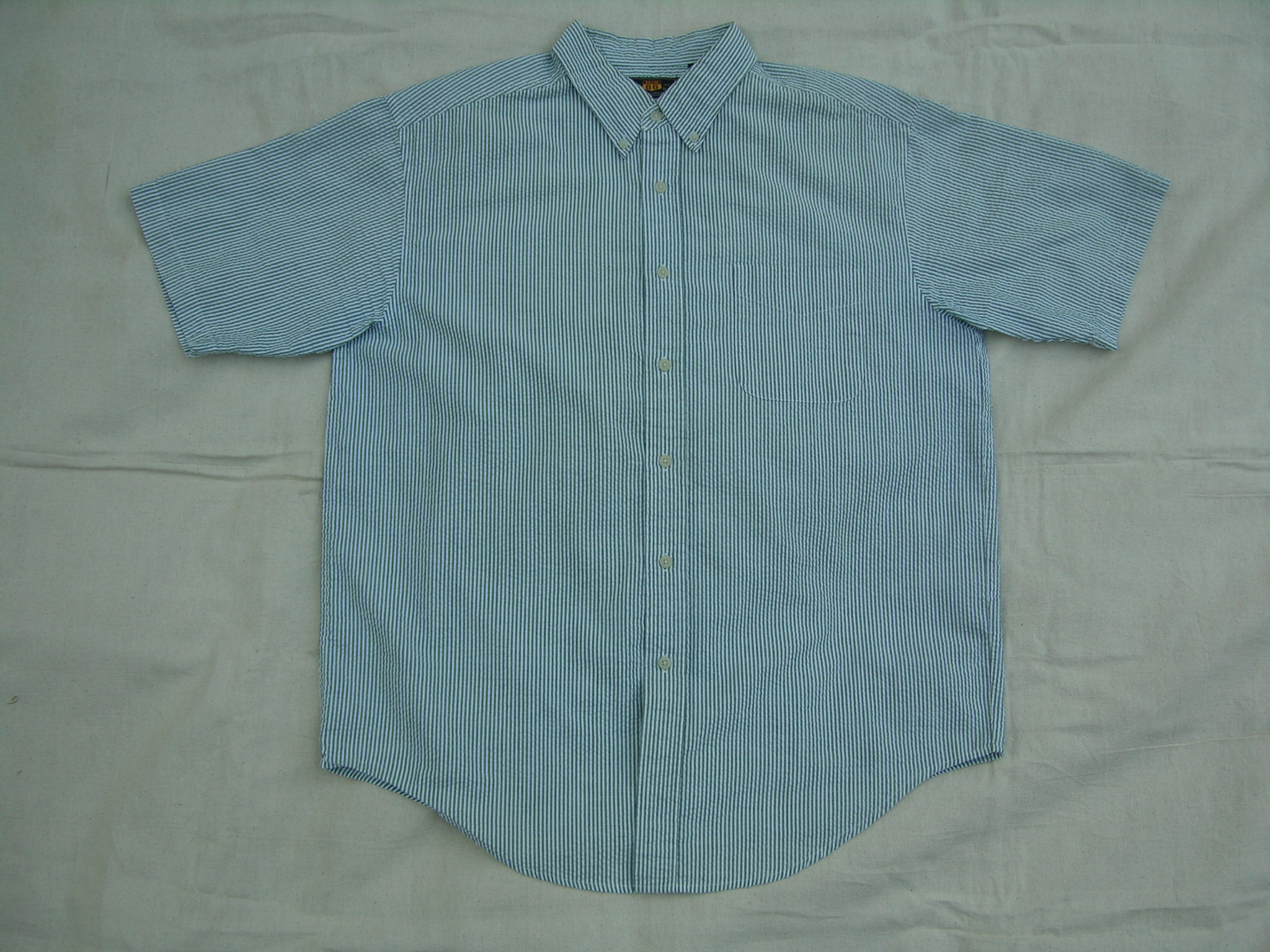
Chemise en seersucker vert et blanc.
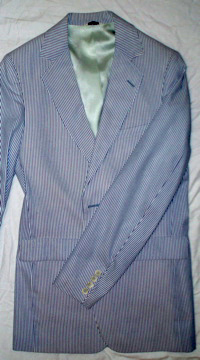
Une jaquette en seersucker bleu et blanc.
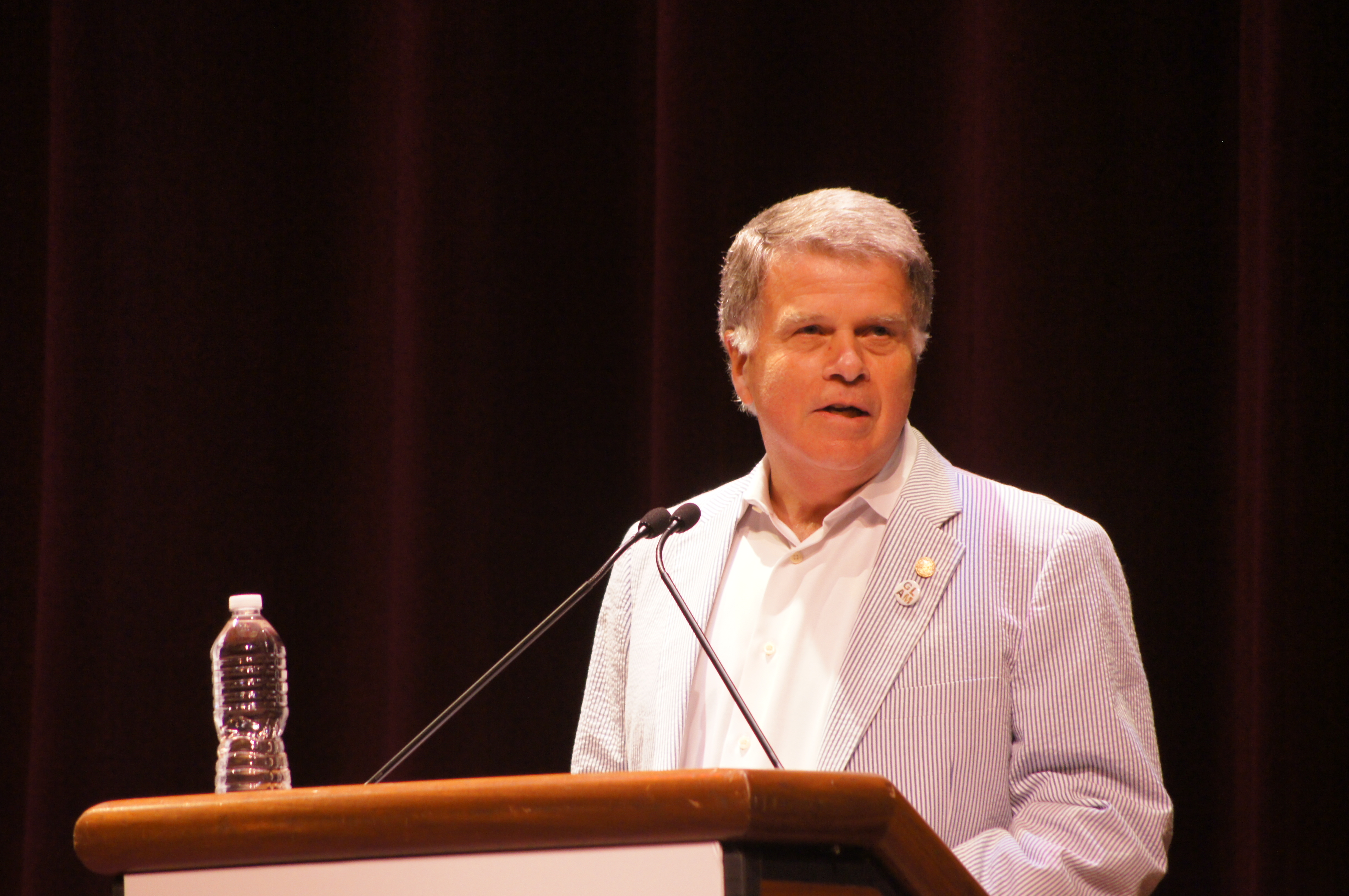
David Ferriero à la Wikimania 2012, portant une veste en seersucker.